# Raionul Barîșivka, Kiev
Barîșivka (în ucraineană Баришівський район, transliterat: Barîșivskîi raion) este un raion în regiunea Kiev, Ucraina. Reședința sa este așezarea de tip urban Barîșivka.

## Demografie
Componența lingvistică a raionului Barîșivka
     Ucraineană (96,45%)
     Rusă (3,02%)
     Alte limbi (0,2%)
Conform recensământului din 2001, majoritatea populației raionului Barîșivka era vorbitoare de ucraineană (96,45%), existând în minoritate și vorbitori de rusă (3,02%).